# ویلف مانیون
ویلف مانیون (به انگلیسی: Wilf Mannion) بازیکن فوتبال زادهٔ ۱۶ مه ۱۹۱۸ اهل انگلستان بود که سابقهٔ بازی در تیم ملی فوتبال انگلستان را در کارنامهٔ خود دارد. وی در تاریخ ۲۸ سپتامبر ۱۹۴۶ نخستین بازی ملی خود را در مقابل تیم ملی فوتبال ایرلند شمالی انجام داد و با حضور در ۲۶ بازی ملی، در تاریخ ۳ اکتبر ۱۹۵۱ واپسین بازی ملی‌اش را در برابر تیم ملی فوتبال فرانسه برگزار کرد.
این بازیکن توانسته در بازی‌های ملی، ۱۱ گل به ثمر برساند.